# 7008 Павлов
7008 Павлов (7008 Pavlov) — астероїд головного поясу, відкритий 23 серпня 1985 року.
Тіссеранів параметр щодо Юпітера — 3,336.